# ابسمنت
ابسمنت (به انگلیسی: Absement) در فیزیک عبارت است انتگرال مرتبه اول بردار جابجایی نسبت به زمان. ابسمنت با معادله زیر توصیف می شود.

Integrals and derivatives of displacement, including absement, as well as integrals and derivatives of energy, including actergy. (Janzen etal 2014)

{\displaystyle A=\int _{0}^{t}x\;dt}